# بیلا ۲
بیلا ۲ (انگلیسی: Billa II) فیلمی در ژانر جنایی و اکشن به کارگردانی چاکری تولتی است که در سال ۲۰۱۲ منتشر شد. از بازیگران آن می‌توان به آجیت کومار، برونا عبدالله، ویدیوت جاموال و سودهانشو پاندی اشاره کرد.